# Winfried Schlepphorst

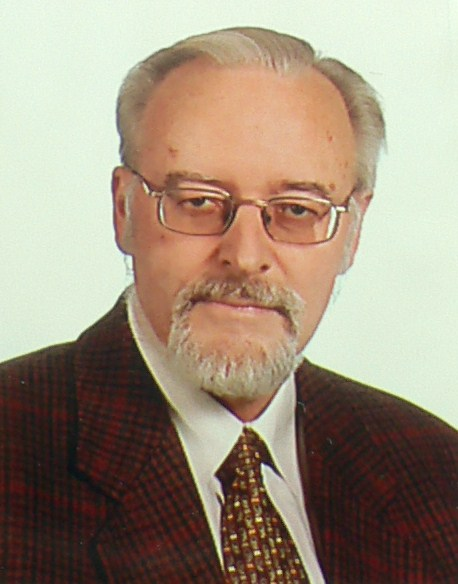
Winfried Schlepphorst 2005

Winfried Schlepphorst (* 31. Mai 1937 in Osnabrück; † 24. September 2006 ebenda) war ein deutscher Musikwissenschaftler, Domorganist, Orgeldenkmalpfleger und Professor.

## Leben
Nach dem Abitur am Gymnasium Carolinum in Osnabrück studierte Winfried Schlepphorst Kirchenmusik, Orgel und Dirigieren in Köln, wo er 1963 das Staatsexamen (A) für Kirchenmusik und die Orgelreifeprüfung ablegte. Parallel dazu nahm er in Köln das Studium der Musikwissenschaft auf, das er in Münster  fortsetzte, wo er 1974 bei Rudolf Reuter über das Thema Orgeln und Orgelbau im westlichen Niedersachsen promovierte.
Von 1959 bis 1986 war Schlepphorst Domorganist am Dom St. Peter in Osnabrück, amtlicher Orgelsachverständiger des Bistums Osnabrück sowie Leiter der diözesanen Kirchenmusikausbildung des C-Seminars Osnabrück. 1963 begleitete er den Neubau der großen Domorgel der Firma Franz Breil aus Dorsten auf der Westempore des Osnabrücker Domes. 
Zwischen 1975 und 1984 leitete er die Abteilung Katholische Kirchenmusik an der Hochschule für Künste (HfK) Bremen, wo er als Professor für künstlerisches und liturgisches Orgelspiel sowie für Gregorianik und Kirchenmusikgeschichte wirkte. Ebenso übte er einen Lehrauftrag an der Hochschule Vechta aus. Er war Mitinitiator der 1979 gegründeten Osnabrücker Kirchenmusiktage.
1984 trat er die Nachfolge von Rudolf Reuter im musikwissenschaftlichen Seminar der Westfälischen Wilhelms-Universität (WWU) in Münster an, wo er auch die Leitung der Orgelwissenschaftlichen Forschungsstelle übernahm. Im selben Jahr begann Schlepphorst mit seiner Arbeit als Sachverständiger für Orgeldenkmalpflege beim Landschaftsverband Westfalen-Lippe (LWL). Zu seinen bedeutenden Restaurierungsprojekten gehörten die Orgeln des Johann Patroclus Möller in Borgentreich sowie in der Stiftskirche Kloster Marienfeld (Münsterland), die Vorenwegorgel in der Stiftskirche Cappenberg und die Treutmannorgel in Kloster Grauhof. 1999 initiierte er im Schloss Münster eine internationale Tagung mit Universitätsprofessoren und Orgelsachverständigen zum Thema Probleme, Möglichkeiten und Grenzen der Orgeldenkmalpflege.
Von 1984 bis 2002 war Winfried Schlepphorst Herausgeber der Schriftenreihe Veröffentlichungen der Orgelwissenschaftlichen Forschungsstelle. 2002 ging er in den Ruhestand und verstarb 2006 in Osnabrück.

## Veröffentlichungen (Auswahl)
- Der Orgelbau im westlichen Niedersachsen. Veröffentlichung der Orgelwissenschaftlichen Forschungsstelle Band 7, Kassel 1975.
- Orgeldenkmalpflege – ein Problem? Eine notwendige Klärung. In: Sauerland 21, 1988, S. 127f.
- Orgelkunst und Orgelforschung. Gedenkschrift Rudolf Reuter. Veröffentlichung der Orgelwissenschaftlichen Forschungsstelle Band 15, Kassel 1990.
- Die Orgeln der Dortmunder Stadtkirchen bis zum Beginn des 20. Jahrhunderts. In: Martin Geck u. a. (Hgg.): Studien und Materialien zur Musikwissenschaft Band 9, Hildesheim 1994, S. 141–166.
- Geschichte der großen Orgel im Dom zu Minden. In: Die Domorgel zu Minden, Minden 1996, S. 30–59.
- Zu Ursprung, Geschichte und Restaurierung der Orgel in Marienfeld, Gütersloh 1999, S. 138–143.
- Caspar Melchior Vorenweg und seine Orgel in der Stiftskirche zu Cappenberg. In: Die Vorenwegorgel in der Stiftskirche zu Cappenberg, 2004, S. 11–36.
- Zu Geschichte und Restaurierung der Orgel in Marienfeld. In: Acta Organologica. Bd. 28, 2004, S. 143–154.
- Die Breidenfeld-Klais-Orgel in der evangelischen Stadtkirche zu Lengerich. In: Ars Organi 52, 2004, S. 167–173.

## Alumni (Auswahl)
Ehemalige Absolventen von Winfried Schlepphorst:
- Markus Rathey, Professor für Musikgeschichte an der Yale University New Haven (USA).[2][3]
- Barbara Stühlmeyer Autorin, Musikwissenschaftlerin.
- Ludger Stühlmeyer, Kantor, Komponist und Musikwissenschaftler.